# Сант'Андреа (Тревизо)
Сант'Андреа је насеље у Италији у округу Тревизо, региону Венето.
Према процени из 2011. у насељу је живело 1164 становника. Насеље се налази на надморској висини од 36 м.